# Tatiana Troyanos
Tatiana Troyanos (New York, 12 settembre 1938 – New York, 21 agosto 1993) è stata un mezzosoprano statunitense.

## Biografia
Nata a New York, Tatiana Troyanos studiò alla Forest Hills High School, a Forest Hills. Alla scuola secondaria le affibbiarono il soprannome di « Totsie ». 
Dopo un'apparizione nel coro del musical The Sound of Music, Troyanos fece il suo debutto nel 1963 alla New York City Opera nel ruolo di Hippolyta nel A Midsummer Night's Dream, di Benjamin Britten su un lavoro di Shakespeare. L'anno seguente, cantò nel ruolo di Marina Mnichek in una produzione di Boris Godounov. 
Dal 1976 diviene un pilastro della Metropolitan Opera e venne osannata in tutto il mondo per il timbro unico e sensuale della sua voce, le sue filature, la polivalenza e la bellezza delle sue interpretazioni, e le sue grandi doti di attrice. Agli inizi degli anni ottanta, ella cantò in diverse inaugurazioni di stagione, quasi sempre nel ruolo di Adalgisa in Norma di Vincenzo Bellini (con Renata Scotto nel ruolo della protagonista), in Octavian nel Le Chevalier à la Rose di Richard Strauss, e in Didone ne Les Troyens d'Hector Berlioz. 
Seppe interpretare i più diversi personaggi, fra i quali Carmen con la direzione di Sir Georg Solti, Cherubino ne Le nozze di Figaro dirette da Karl Böhm nel 1968, Anita in West Side Story di Leonard Bernstein, e  Judith in Il castello di Barbablù di Bartók. 
La sua carriera è stata troncata in giovane età, essendo scomparsa a New York, all'età di 54 anni, per un tumore al seno. Era riuscita a dissimulare la malattia a quasi tutti i suoi colleghi di lavoro. La sua salma venne inumata al cimitero "Pine pelouse" di Long Island. La Troyanos, assieme a Lucia Popp e Arleen Auger, fu una delle tre cantanti liriche famose a morire di cancro nel 1993, tutte all'età di 54 anni. Nel 1994, la Metropolitan Opera diede un concerto in memoria di Tatiana Troyanos, nel corso del quale il direttore musicale James Levine disse: « L'idea che siamo riuniti qui per rendere omaggio alla memoria di Tatiana Troyanos è incomprensibile. Il significato di questa celebrazione è che la nostra famiglia del Metropolitan Opera, ha perso una delle artiste più importanti ed amate della sua intera storia. »

## Repertorio
| Ruolo                   | Titolo                                 | Autore           |
| ----------------------- | -------------------------------------- | ---------------- |
| Judith                  | Il castello di Barbablù                | Bartók           |
| Romeo Montecchi         | I Capuleti e i Montecchi               | Bellini          |
| Adalgisa                | Norma                                  | Bellini          |
| Contessa Geschwitz      | Lulu                                   | Berg             |
| Marguerite              | La damnation de Faust                  | Berlioz          |
| Didon                   | Les Troyens                            | Berlioz          |
| Anita                   | West Side Story                        | Bernstein        |
| Carmen                  | Carmen                                 | Bizet            |
| Diana                   | La Calisto                             | Cavalli          |
| Elisetta                | Il matrimonio segreto                  | Cimarosa         |
| Anima                   | Rappresentatione di Anima, et di Corpo | de' Cavalieri    |
| Giovanna Seymour        | Anna Bolena                            | Donizetti        |
| Maffio Orsini           | Lucrezia Borgia                        | Donizetti        |
| Sara                    | Roberto Devereux                       | Donizetti        |
| Isabella                | The Voyage                             | Glass            |
| Orfeo                   | Orfeo ed Euridice                      | Gluck            |
| Cleopatra Giulio Cesare | Giulio Cesare in Egitto                | Händel           |
| Ariodante               | Ariodante                              | Händel           |
| Ulisse                  | Deidamia                               | Händel           |
| Hänsel                  | Hänsel und Gretel                      | Humperdinck      |
| Santuzza                | Cavalleria rusticana                   | Mascagni         |
| Charlotte               | Werther                                | Massenet         |
| Poppea                  | L'incoronazione di Poppea              | Monteverdi       |
| Farnace                 | Mitridate, re di Ponto                 | Mozart           |
| Cavalier Ramiro         | Die Gärtnerin aus Liebe                | Mozart           |
| Cherubino Marcellina    | Le nozze di Figaro                     | Mozart           |
| Donna Elvira            | Don Giovanni                           | Mozart           |
| Dorabella               | Così fan tutte                         | Mozart           |
| Sesto                   | La clemenza di Tito                    | Mozart           |
| Giulietta               | Les contes d'Hoffmann                  | Offenbach        |
| Jeanne                  | I diavoli di Loudun                    | Penderecki       |
| Suzuki                  | Madama Butterfly                       | Puccini          |
| Dalila                  | Samson et Dalila                       | Saint-Saëns      |
| Principe Orlofsky       | Die Fledermaus                         | Strauss, Johann  |
| Octavian                | Der Rosenkavalier                      | Strauss, RIchard |
| Der Komponist           | Ariadne auf Naxos                      | Strauss, Richard |
| Clairon                 | Capriccio                              | Strauss, RIchard |
| Jocasta                 | Oedipus Rex                            | Stravinskij      |
| Baba the Turk           | The Rake's Progress                    | Stravinskij      |
| Principessa d'Eboli     | Don Carlo                              | Verdi            |
| Amneris                 | Aida                                   | Verdi            |
| Venus                   | Tannhäuser                             | Wagner           |
| Seconda Norna Waltraute | Götterdämmerung                        | Wagner           |
| Brangäne                | Tristan und Isolde                     | Wagner           |
| Kundry                  | Parsifal                               | Wagner           |

## Discografia selettiva
- Bartók, Il castello di Barbablù (Judit), Siegmund Nimsgern, dir. Pierre Boulez (Sony)
- Bellini, Norma (Adalgisa), Renata Scotto, dir. James Levine (Sony)
- Berlioz, Les Troyens (Didon), Jessye Norman, Plácido Domingo, Metropolitan Opera Orchestra, dir. James Levine 1983 (DVD Deutsche Grammophon)
- Bernstein, West Side Story (Anita), Kiri Te Kanawa, José Carreras, dir. Leonard Bernstein (Deutsche Grammophon)
- Bizet, Carmen (Carmen), Plácido Domingo, José van Dam, Kiri Te Kanawa, dir. Georg Solti 1975 (Decca) - Grand Prix du Disque
- Massenet, Werther (Charlotte), Alfredo Kraus, dir. Michel Plasson (EMI)
- Wolfgang Amadeus Mozart, La clemenza di Tito (Sesto), Carol Neblett, Kurt Rydl, dir. James Levine regia Jean-Pierre Ponnelle 1980 Deutsche Grammophon
- Mozart, Così fan tutte (Dorabella), Leontyne Price, Sherrill Milnes, Ezio Flagello, George Shirley, John McCarthy, Judith Raskin, New Philharmonia Orchestra, The Ambrosian Opera Chorus, dir. Erich Leinsdorf (RCA/BMG) - Grammy Award for Best Opera Recording 1969
- Mozart, Le nozze di Figaro (Cherubino), Hermann Prey, Edith Mathis, Dietrich Fischer-Dieskau, Gundula Janowitz, dir. Karl Böhm (Deutsche Grammophon)
- Mozart, Le nozze di Figaro, Ferruccio Furlanetto, Kiri Te Kanawa, Thomas Hampson, Anne Sofie von Otter, Dawn Upshaw, dir. James Levine (Deutsche Grammophon)
- Mozart, Die Gärtnerin aus Liebe, versione tedesca de La finta giardiniera, Jessye Norman, Helen Donath, Ileana Cotrubaș, Hermann Prey, dir. Hans Schmidt-Isserstedt (Philips)
- Krzysztof Penderecki, Die Teufel von Loudun, dir. Marek Janowski (Philips)
- Schoenberg, Gurrelieder (Waldtaube), Jessye Norman, James McCracken, dir. Seiji Ozawa (Philips)
- Richard Strauss, Capriccio (Clairon), Gundula Janowitz, Dietrich Fischer-Dieskau, Peter Schreier, dir. Karl Böhm (Deutsche Grammophon)
- Richard Strauss, Capriccio (Clairon), Kiri Te Kanawa, Simon Keenlyside, San Francisco Opera, dir. Donald Runnicles (DVD Kultur)
- Richard Strauss, Der Rosenkavalier (Octavian), Christa Ludwig, Edith Mathis, Theo Adam, dir. Karl Böhm (Deutsche Grammophon)
- Richard Strauss, Ariadne auf Naxos (Il compositore), Jessye Norman, Kathleen Battle, James King, dir. James Levine 1988 (DVD Deutsche Grammophon-Universal)
- Wagner, Tannhäuser (Venus), Éva Marton, Metropolitan Opera Orchestra, dir. James Levine (DVD Pioneer)
- Wagner, Götterdämmerung (zweite Norn), Hildegard Behrens, Matti Salminen, Cheryl Studer..., dir. James Levine (Deutsche Grammophon)
- Tatiana Troyanos in recital, James Levine (piano) (VAI) (Schumann, Rachmaninov, Ravel, Rossini, Bizet, Mahler)